# Памич, Звонко
Зво́нко Па́мич (хорв. Zvonko Pamić, родился 4 февраля 1991, Пула) — хорватский футболист, полузащитник черногорского клуба «Титоград».

## Клубная карьера
Во взрослом футболе дебютировал в 2007 году выступлениями за команду «Жминь» из Третьей лиги, в которой провёл полтора сезона, приняв участие в 18 матчах чемпионата.
В начале 2008 года перешел в «Риеку», однако уже через месяц был отдан в аренду в «Карловац». Сыграл за команду из Карловаца следующие два с половиной сезона своей игровой карьеры. Большинство времени, проведённого в составе «Карловаца», был основным игроком команды и помог команде за это время выйти из Третьей лиги в Первую, причём в сезоне 2009/10 Памич с 5 голами стал лучшим бомбардиром команды в элитном хорватском дивизионе.
Летом 2010 года Памич стал игроком клуба «Байер 04», но сразу был отдан в аренду в другой немецкий клуб «Фрайбург», в составе которого провёл следующий год своей карьеры игрока, однако закрепиться так и не сумел, сыграв лишь в двух матчах Бундеслиги. Поэтому в мае 2011 года игрок был отдан в аренду в клуб Второй Бундеслиги «Дуйсбург», цвета которого защищал до конца 2012 года.
В январе 2013 года Звонко вернулся на родину, став игроком «Динамо» (Загреб). 25 сентября 2013 года он поразил поклонников «Динамо» и хорватские СМИ, став первым в истории хорватским игроком «Динамо» (Загреб), забившим гол прямо с углового удара. Это произошло в первом раунде Кубка Хорватии против команды «Сухополье». Однако закрепиться в составе столичного гранда Памич не сумел, сыграв за полтора года лишь 25 матчей в чемпионате. С 2014 года сдавался в аренду сначала в клуб «Истра 1961», а в следующем сезоне в клуб «Локомотива».

## Выступления за сборные
В 2007 году дебютировал в составе юношеской сборной Хорватии. В составе сборной до 19 лет принял участие в юношеском Евро-2010, на котором отметился хет-триком в воротах португальцев, а Хорватия дошла до полуфинала. Всего принял участие в 16 играх на юношеском уровне, отметившись 4 забитыми голами.
С 2010 года привлекался в состав молодёжной сборной Хорватии. На молодёжном уровне сыграл в 7 официальных матчах, забил 1 гол.

## Личная жизнь
Является сыном бывшего футболиста сборной Хорватии, участника Евро-1996, а в дальнейшем футбольного тренера Игора Памича. Старший брат Звонко, Ален Памич, также был футболистом, но умер от сердечного приступа в 2013 году в возрасте 23 лет.

## Достижения
- Чемпион Хорватии (2): 2012-13, 2013-14
- Обладатель Суперкубка Хорватии: 2013.